# Télécabine d'Orelle
Ne doit pas être confondu avec Télécabine des 3 Vallées Express ou Télécabine d'Orelle-Caron.
La télécabine d'Orelle est une télécabine de France située en Savoie, dans la vallée de la Maurienne, à Orelle.
Située sur une station de sports d'hiver, elle est une des installations les plus importantes pour desservir le domaine skiable des Trois Vallées.

## Parcours

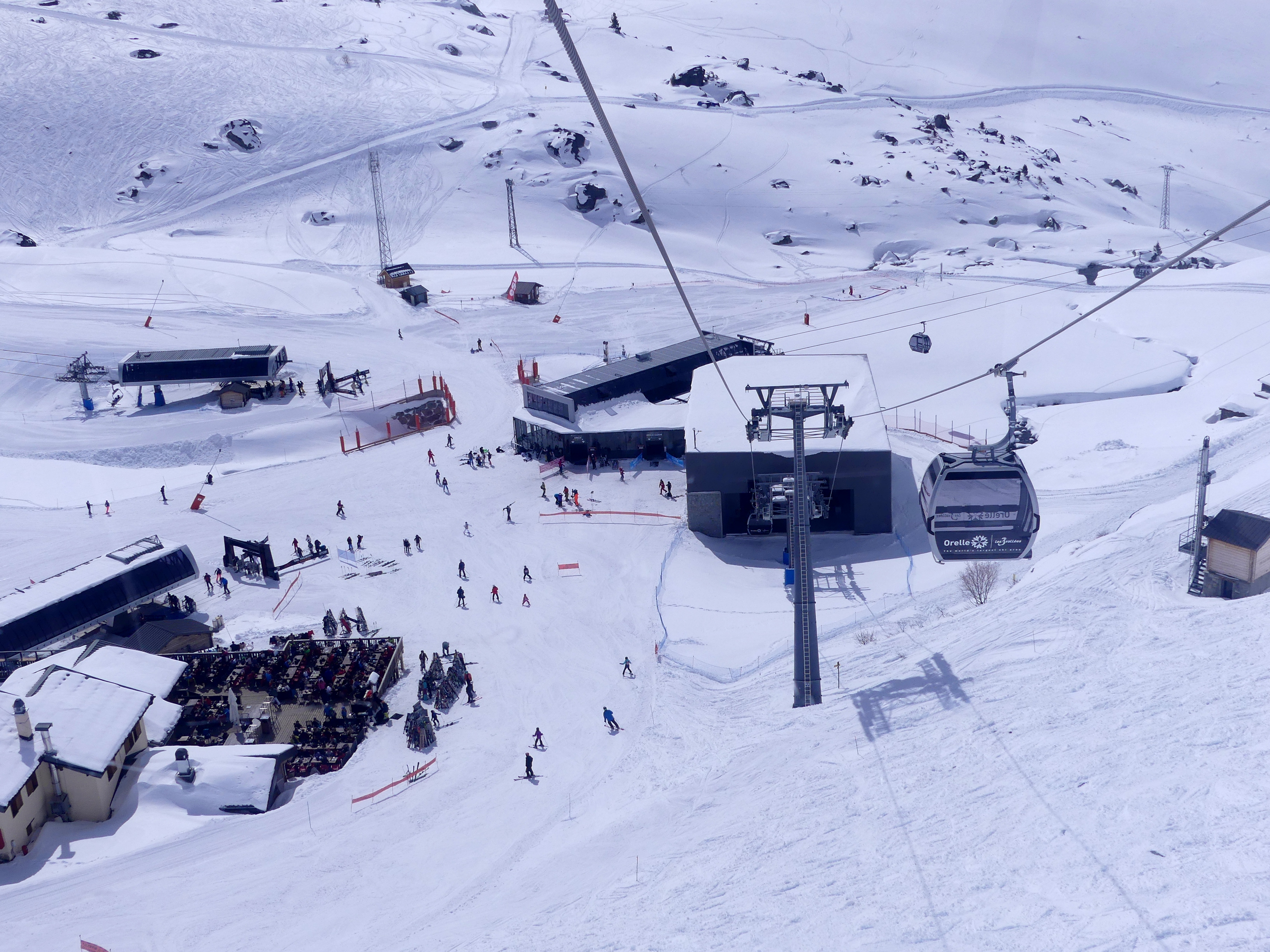
Vue, au printemps, de la gare d'arrivée de la télécabine d'Orelle et de la gare de départ de la télécabine d'Orelle-Caron.

Reliant le hameau de Francoz au bord de l'Arc et de la route départementale 1006 à Plan-Bouchet, elle est intégrée au domaine skiable des Trois Vallées,.
Avec 4 945 mètres de longueur en un seul tronçon pour un dénivelé de 1 462 mètres,, c'est l'une des plus longues télécabines au monde. Elle est prolongée par la télécabine d'Orelle-Caron, permettant de gagner la cime de Caron, et les télésièges de Rosaël et du Peyron,,.

## Histoire
Mise en service le 4 décembre 2021 pour le début de la saison hivernale, elle remplace la télécabine des 3 Vallées Express fonctionnant depuis 1996 mais devenue vieillissante et sous-dimensionnée au fil des ans,,.

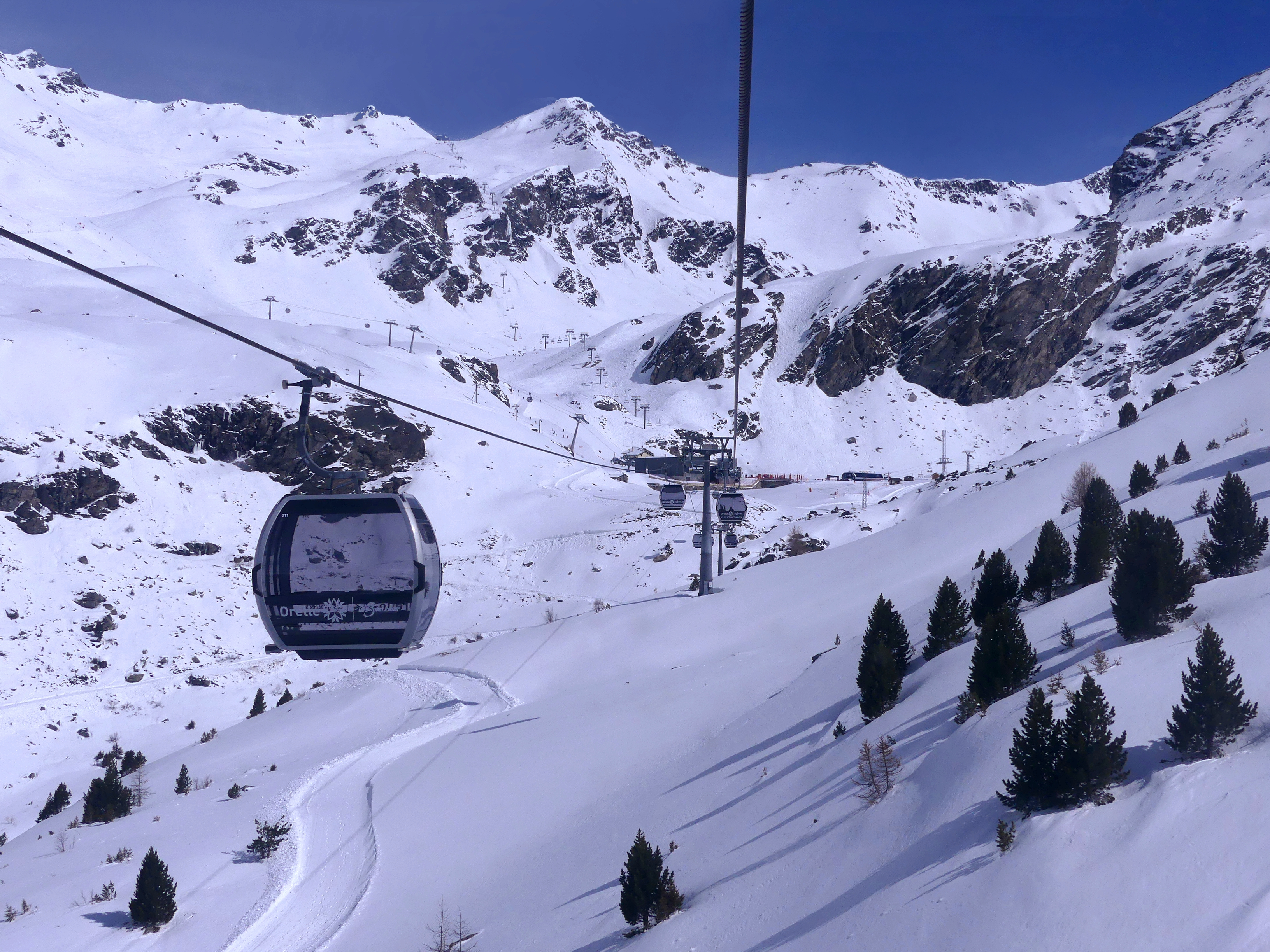
Arrivée à Plan-Bouchet.
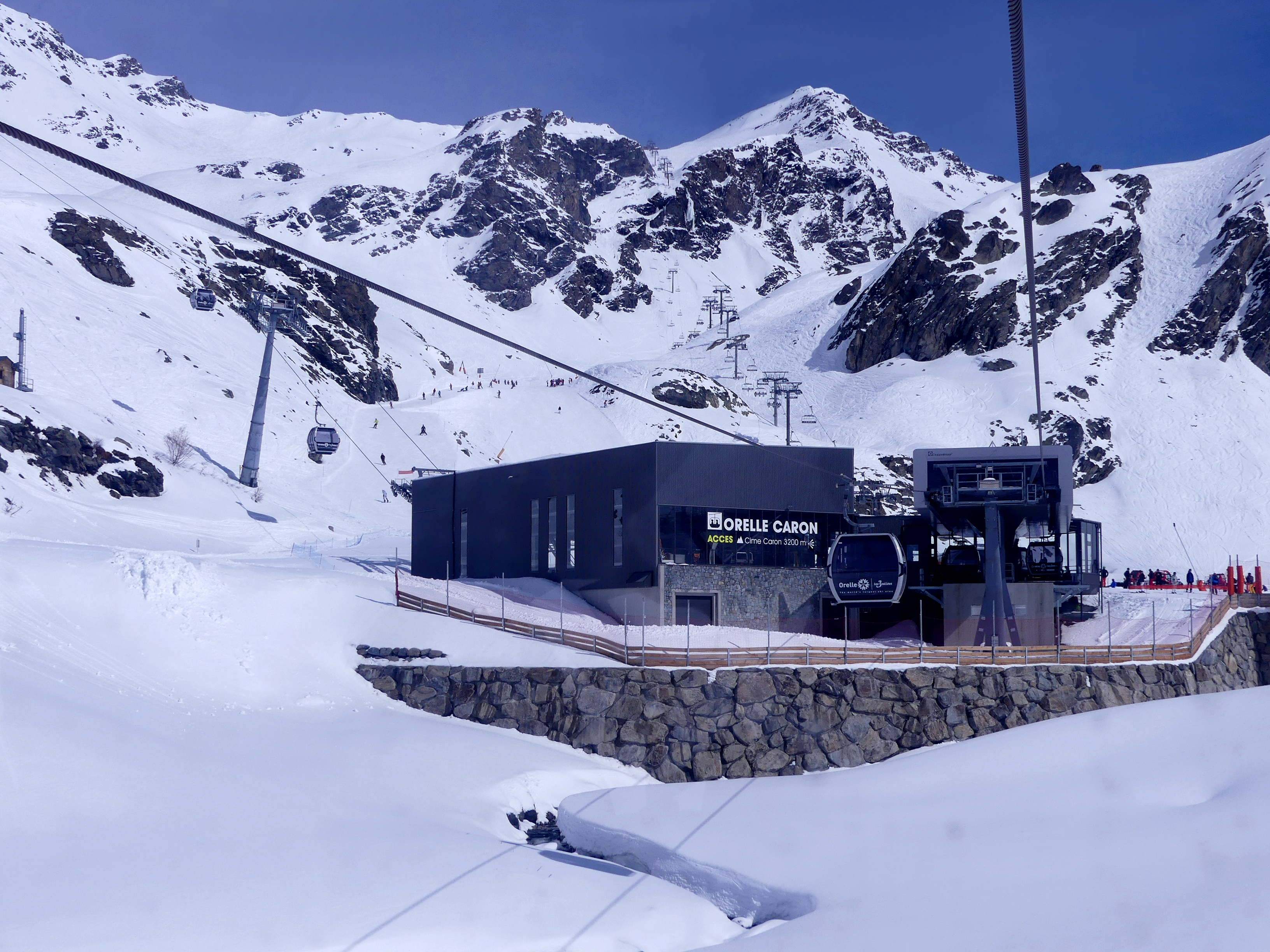
Arrivée à Plan-Bouchet avec la télécabine d'Orelle-Caron.
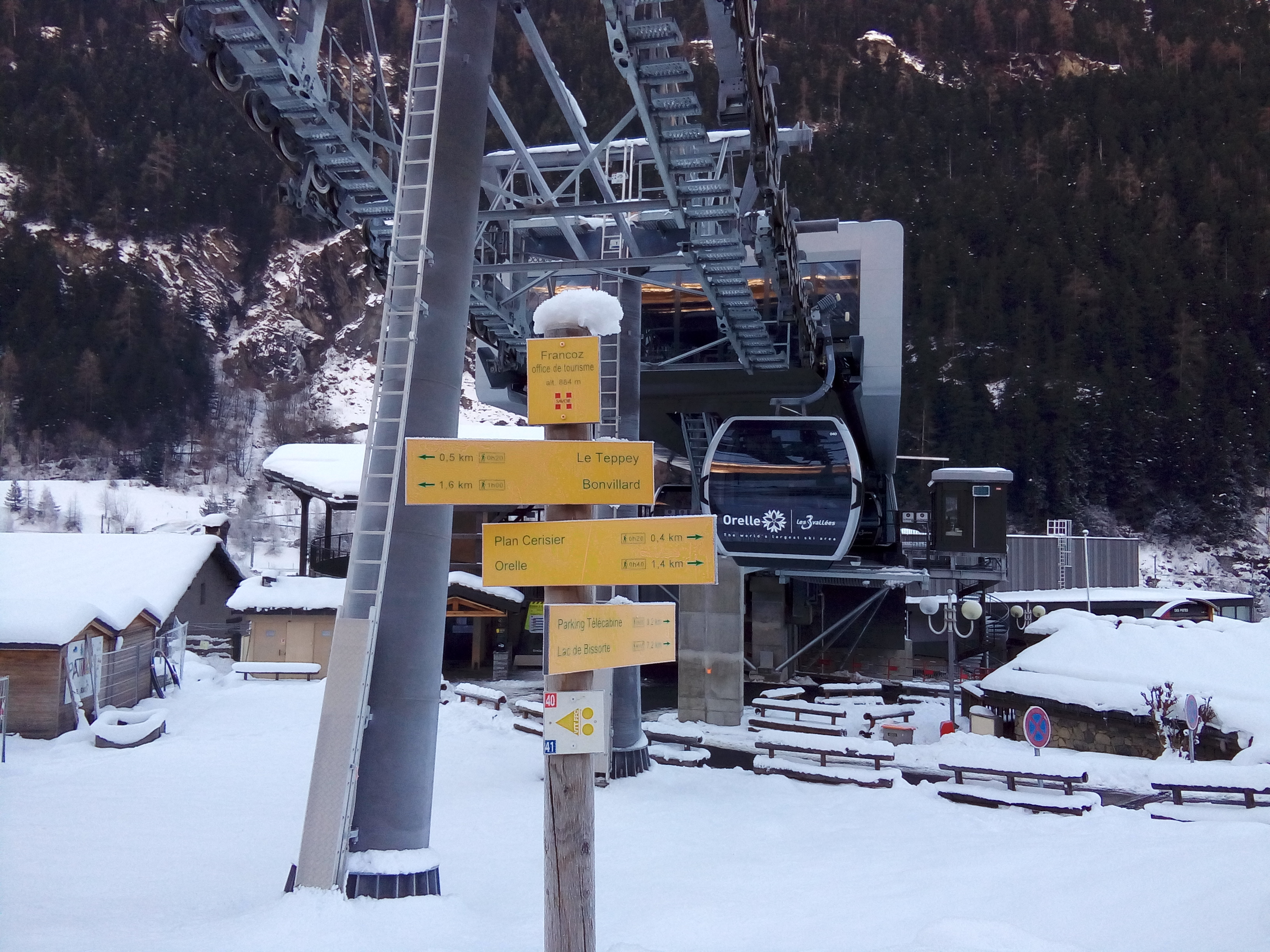
Gare aval au centre de Francoz, avec un panneau indicateur de plusieurs randonnées orellinches, dont une à destination du lac de Bissorte.
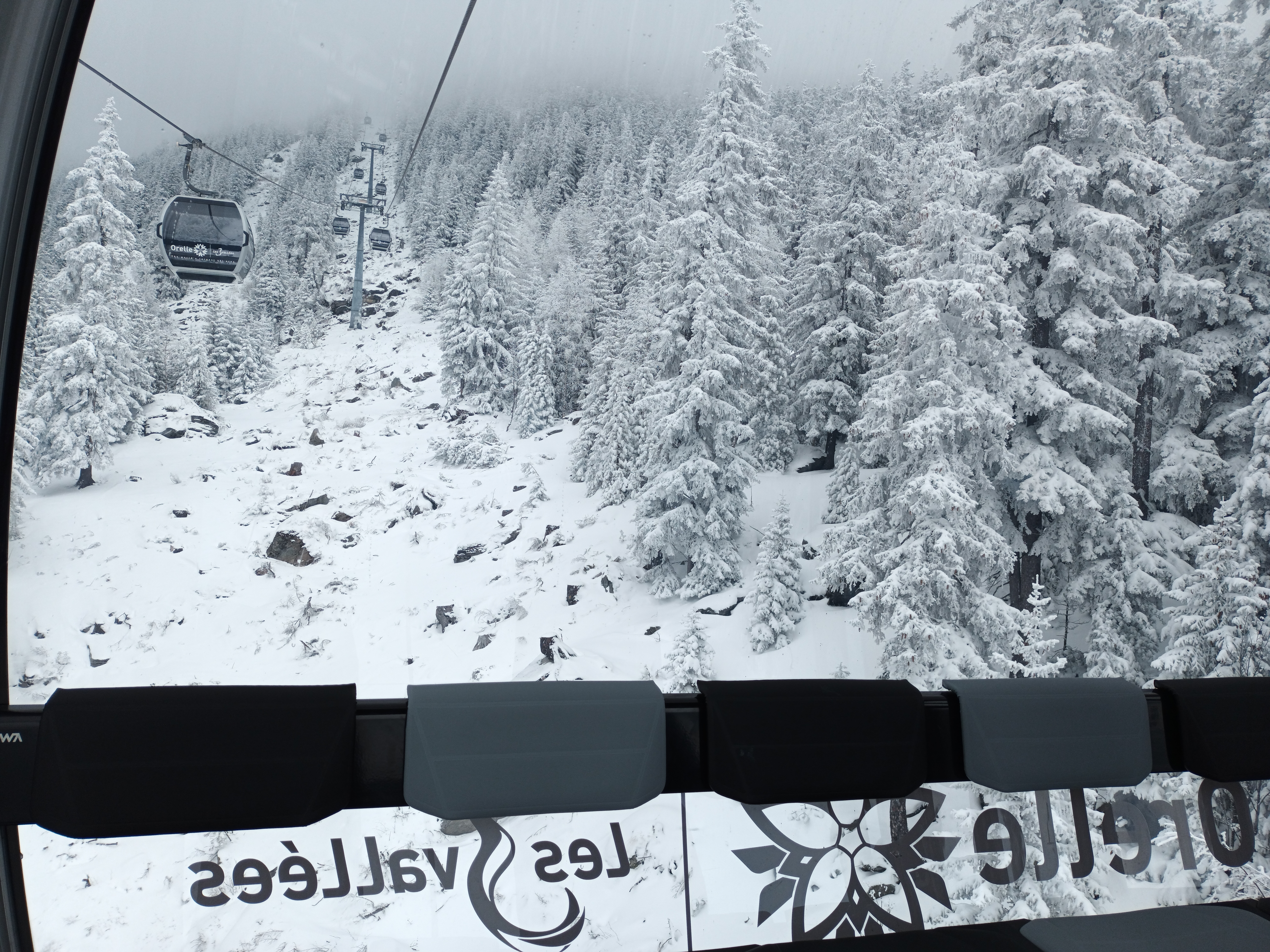
Montée dans la télécabine en 2022.
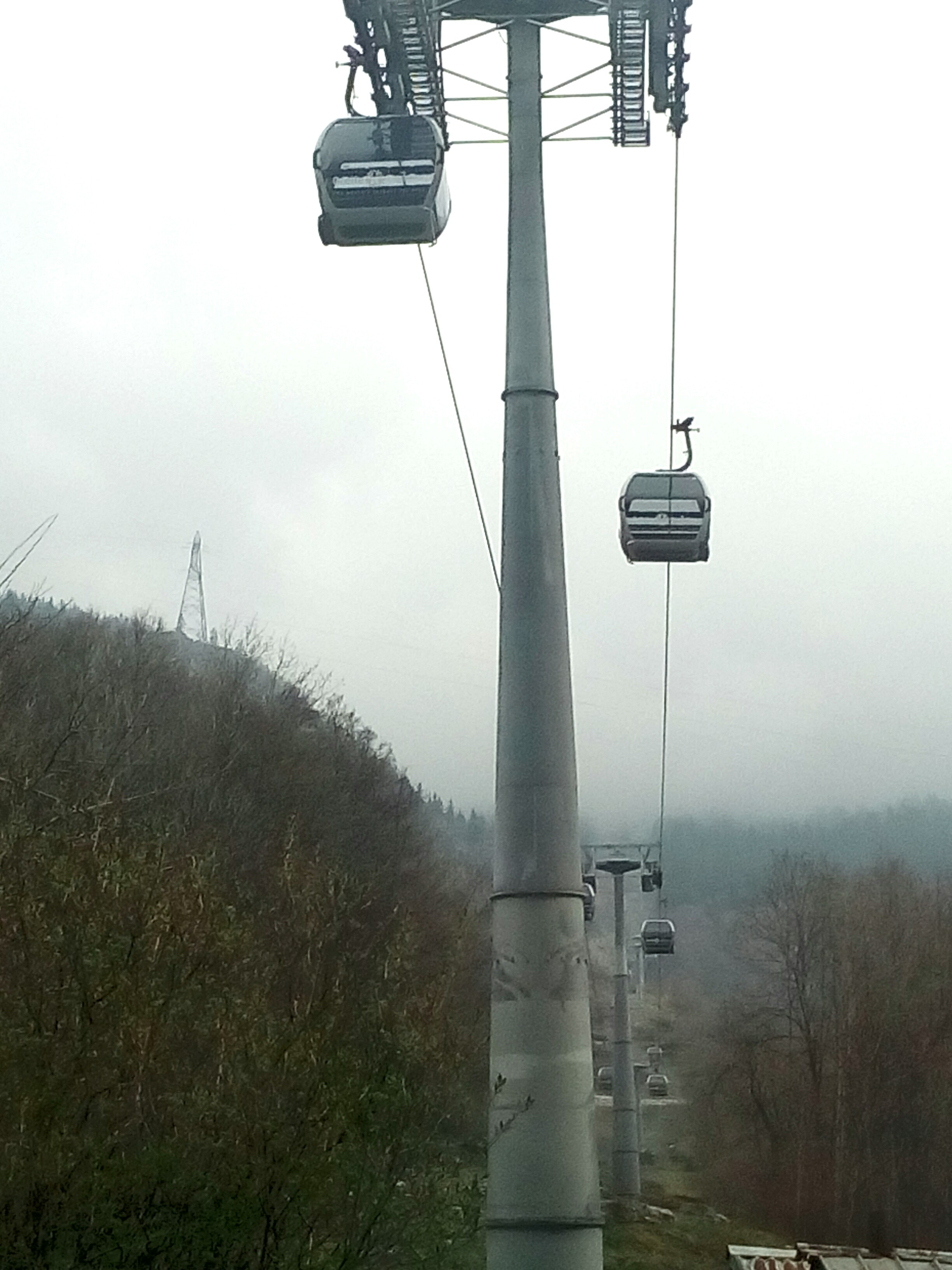
Vue depuis le centre de Francoz.
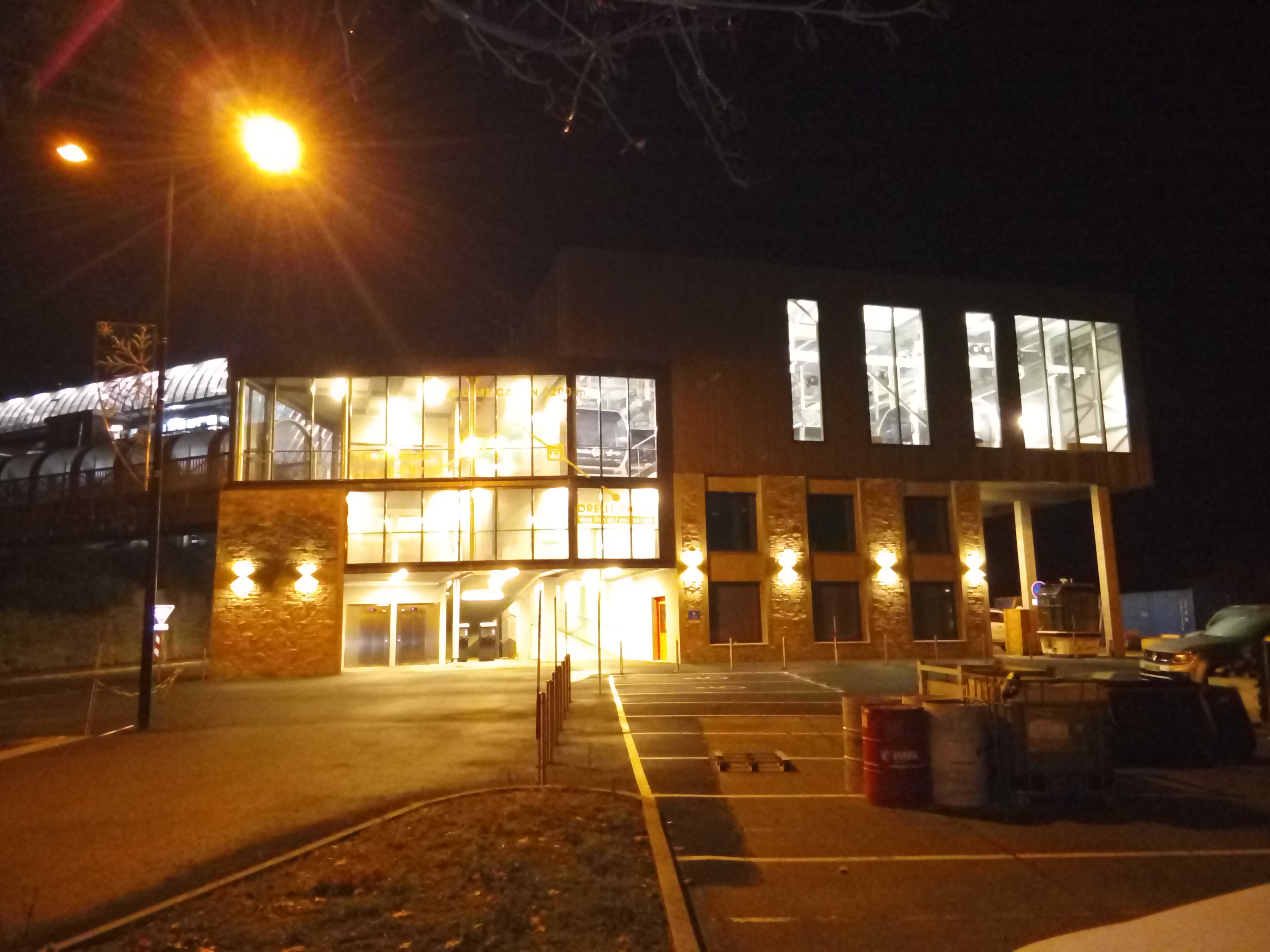
La gare aval de nuit.
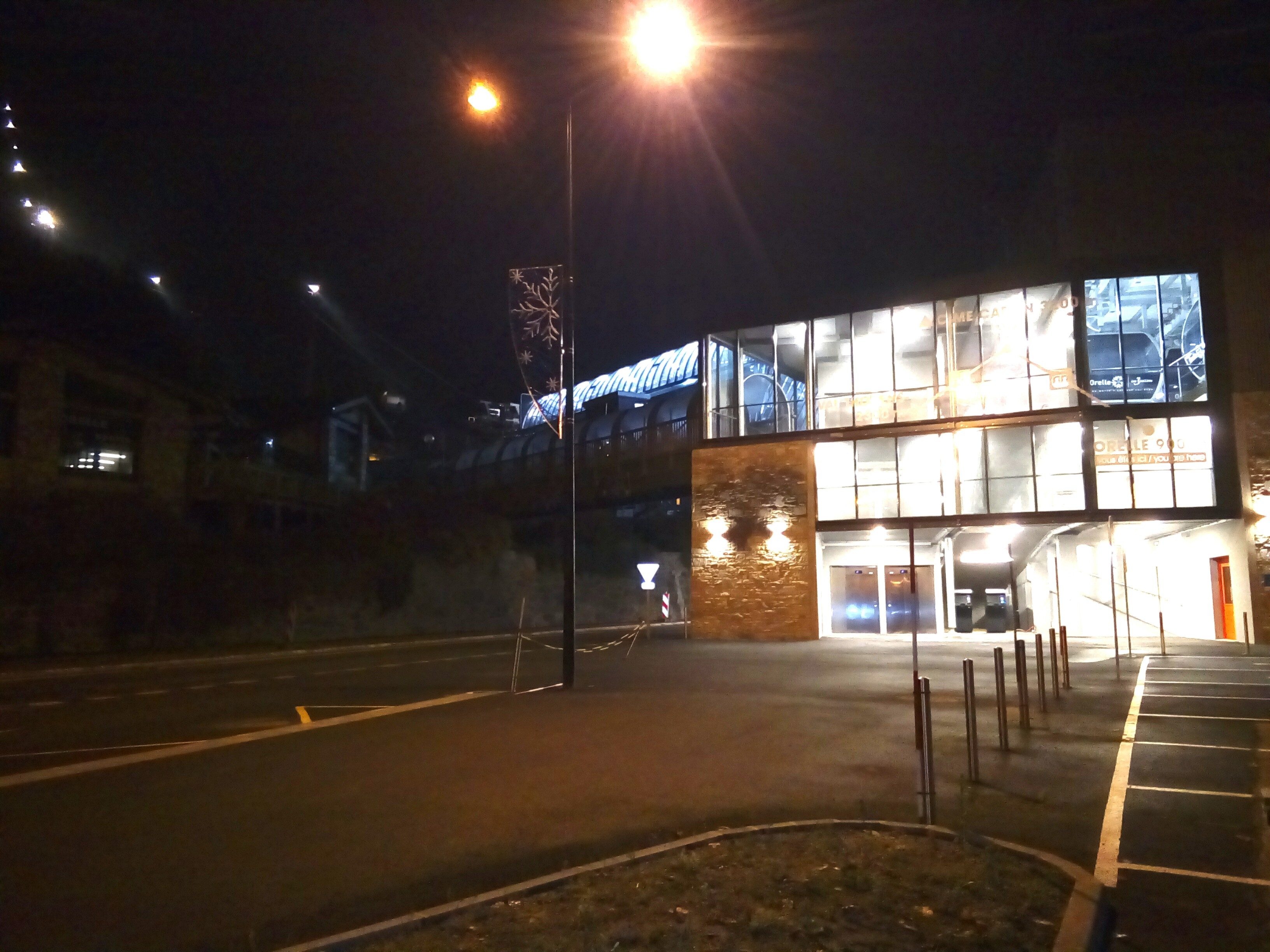
Vue nocturne avec son tracé de pylônes éclairés.